# مخيم جنين

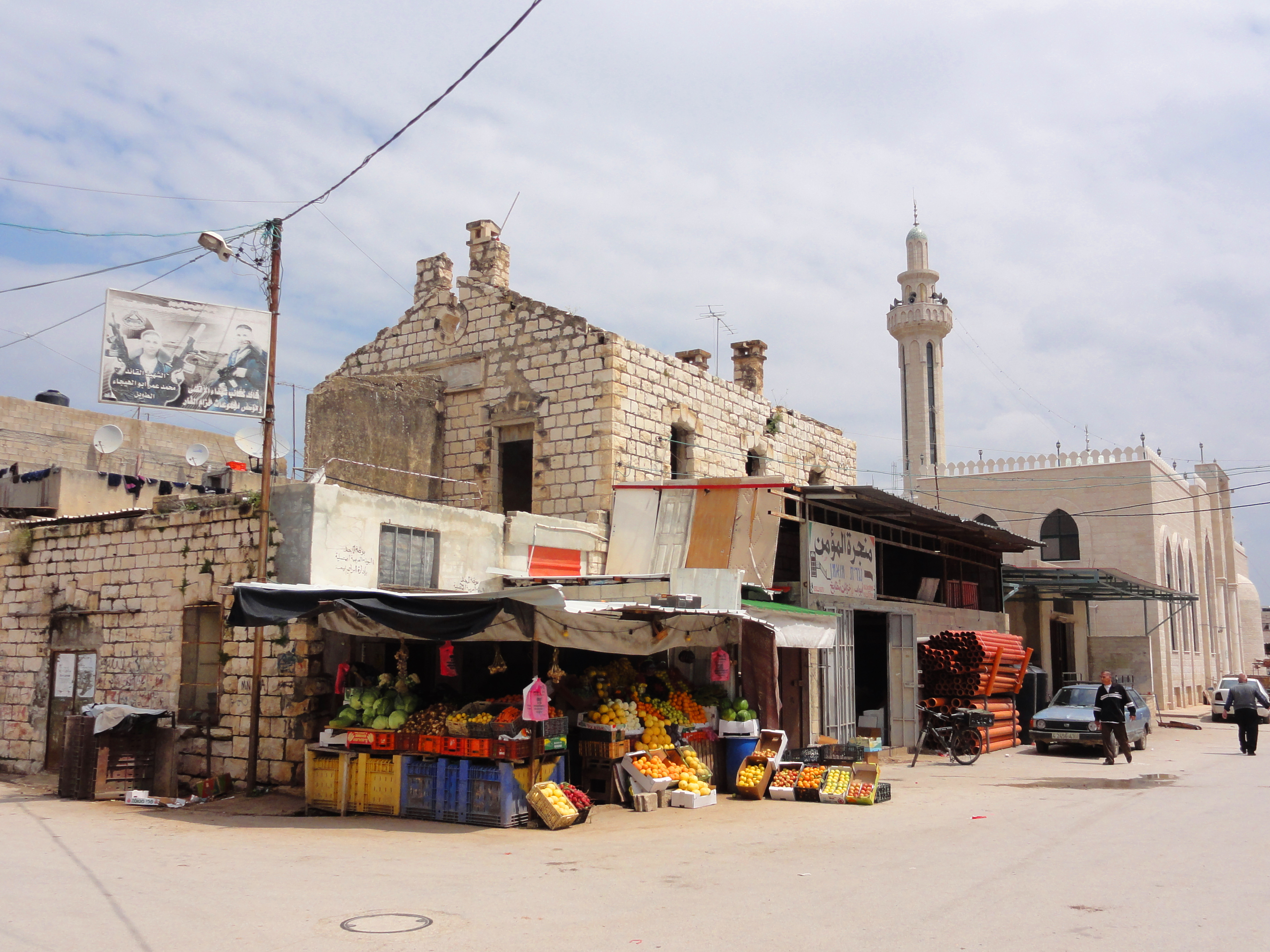
أحد المحال التجارية في مخيم جنين

مخيم جنين هو مخيم لاجئين أُقيم عام 1953، ويقع إلى الجانب الغربي لمدينة جنين، وفي أطراف مرج بن عامر، ويعد ثاني أكبر مخيم في الضفة الغربية بعد مخيم بلاطة ويسكنه ما يقارب 27 ألف. تحيط به مرتفعات ويمر بوادي الجدي، إضافة إلى منطقة سهلية مكتظة، تعرف باسم «منطقة الساحل». مساحة المخيم عند الإنشاء حوالي 372 دونماً، واتسعت إلى حوالي 473 دونماً.

## التاريخ

### التأسيس والاحتلال الإسرائيلي
تأسس مخيم جنين للاجئين رسميًا في عام 1953 بعد أن دمرت عاصفة ثلجية مخيمًا للاجئين سابقًا في المنطقة. إنشئ المخيم على مساحة 372 دونمًا من الأراضي التي قاموا بتأجيرها لوكالة الأمم المتحدة لإغاثة وتشغيل اللاجئين الفلسطينيين في الشرق الأدنى (الأونروا) لفترة زمنية طويلة ووسع لاحقًا إلى 473 دونمًا (0.42 مليون متر مربع).كم 2).
يقع المخيم في مدينة جنين. وإلى شمالها وادي يزرعيل أو مرج ابن عامر ( العربية: مرج ابن عامر) وإلى شرقها وادي الأردن. كان المخيم والضفة الغربية بأكملها تحت السيطرة الأردنية وقت إنشائه بعد الضم الأردني للضفة الغربية الذي حدث في عام 1950.
بعد هزيمة الجيوش العربية في حرب الأيام الستة عام 1967 أصبحت الضفة الغربية بما في ذلك مخيم جنين تحت الاحتلال الإسرائيلي. في أعقاب الغزو الإسرائيلي لجنوب لبنان عام 1982 أُجبرت منظمة التحرير الفلسطينية على الخروج من البلاد واستقرت في تونس. لكن العديد من نشطاء منظمة التحرير الفلسطينية اختاروا العودة إلى الأراضي الفلسطينية المحتلة مما أدى إلى ظهور عدد من الجماعات المسلحة وكان عدد منها يتركز في محيط جنين. وشملت هذه المجموعات "الفهود السود" من فتح و"النسور الحمراء" من الجبهة الشعبية لتحرير فلسطين.
شارك سكان مخيم جنين في الانتفاضة الأولى وهي انتفاضة فلسطينية كبرى ضد إسرائيل اندلعت في أواخر الثمانينيات وأوائل التسعينيات. خلال تلك الانتفاضة كان المخيم هدفًا لعدة غارات إسرائيلية بحثًا عن المسلحين. وقد نقلت اتفاقيات أوسلو التي وقعت في نهاية الانتفاضة الأولى السيطرة وإدارة المخيم إلى السلطة الوطنية الفلسطينية التي قاموا بتأسيسها حديثًا آنذاك.

### الانتفاضة الثانية ومعركة جنين

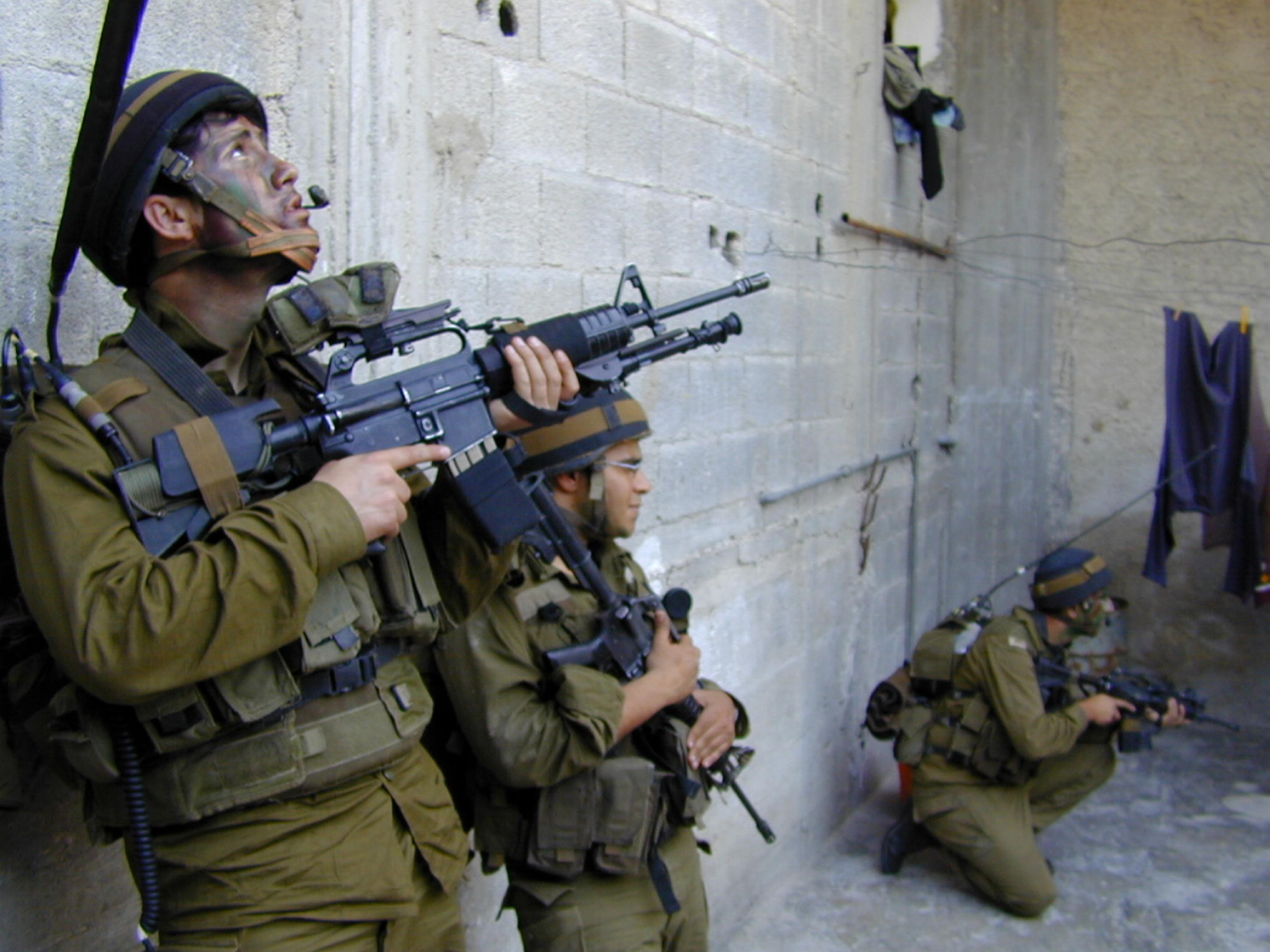
القوات الإسرائيلية في مخيم جنين خلال معركة جنين 2002

كان مخيم جنين مشاركًا بشكل كبير في الانتفاضة الثانية وهي انتفاضة فلسطينية كبرى أخرى ضد إسرائيل وقعت في أوائل العقد الأول من القرن الحادي والعشرين. في إبريل/نيسان 2002 وبعد سلسلة من الهجمات الانتحارية الفلسطينية دخلت القوات الإسرائيلية المخيم كجزء من عملية الدرع الواقي لتبدأ بذلك معركة جنين. وأعلنت إسرائيل أن المخيم معقل للنشاط الفلسطيني ومنعت عمال الإغاثة والصحفيين من دخول المخيم قائلة إن الألغام التي نصبها الفلسطينيون تشكل مصدر قلق خطير. واعترف الفلسطينيون لاحقًا بأن المتفجرات زرعت في جميع أنحاء المخيم.
استمرت المعركة عشرة أيام بين الأول والحادي عشر من أبريل وبدأت إسرائيل سحب قواتها في 18 أبريل. على مدار المعركة دمر أكثر من 400 منزل وتضررت مئات المنازل الأخرى بشدة. وقد شبه مبعوث الأمم المتحدة المخيم بمنطقة الزلزال كما فعل مراسل وكالة أسوشيتد برس الذي زار المخيم في وقت لاحق. وذكرت هيئة الإذاعة البريطانية (بي بي سي) أن عشرة في المائة من المخيم "دمرت بالكامل تقريباً بواسطة اثنتي عشرة جرافة إسرائيلية مدرعة".
وذكر تقرير للأمم المتحدة أن 52 فلسطينياً و23 جندياً إسرائيلياً قتلوا في المعركة مع أن الفلسطينيين يزعمون أن الجيش الإسرائيلي قتل 500 شخص خلال المعركة. 4000 شخص أي ربع سكان المخيم قبل المعركة أصبحوا بلا مأوى بسبب الدمار. بعد المعركة عرض وزير الإسكان الإسرائيلي إعادة بناء المخيم في موقع قريب مع توسيع الطرق. لكن سكان المخيم رفضوا هذا الاقتراح واعتبروه محاولة لمحو الرمزية السياسية لمخيمات اللاجئين الفلسطينيين الذين يعتبرون وجودها شهادة حية على النكبة. وبحلول عام 2005 كانت الأونروا قد أتمت إعادة إعمار المخيم في عملية وصفت بأنها "أكبر تدخل إنساني خلال الانتفاضة الثانية". ومع ذلك فقد تعرضت عملية إعادة البناء هذه لانتقادات من سكان المخيم الذين قالوا إن شبكة الطرق الجديدة عرضتهم لمزيد من العنف وانعدام الأمن لأنها سهلت على سيارات الجيب والدبابات الإسرائيلية دخول المخيم.

### العنف اللاحق
يقع مخيم جنين في المنطقة (أ) من الضفة الغربية والتي تخضع لسيطرة مدنية وأمنية قانونية من قبل السلطة الوطنية الفلسطينية. ومع ذلك تقوم القوات الإسرائيلية بشكل متكرر بعمليات توغل داخل المخيم بهدف معلن وهو تنفيذ عمليات مكافحة الإرهاب. ومع ذلك يقول الفلسطينيون إن القوات الإسرائيلية لا تستهدف المسلحين فحسب بل تستهدف أيضاً المدنيين غير المقاتلين حيث قال أحد المسعفين لشبكة سي أن أن إنه لم يشعر بالأمان "حتى في الزي العسكري". وتحدث هذه الغارات الإسرائيلية شبه اليومية في الغالب أثناء الليل وتؤدي إلى اشتباكات مع المسلحين.
في سبتمبر/أيلول 2021 أُعيد اعتقال أيهم كمامجي ومناضل نافع آخر سجينين طلقاء بعد هروب سجن جلبوع في مخيم جنين إلى جانب اثنين من السكان الذين يُزعم أنهم ساعدوا الهاربين. وقد وقعت هذه الأسرى خلال غارة شنتها القوات الإسرائيلية. في مايو/أيار 2022 قُتلت مراسلة قناة الجزيرة شيرين أبو عاقلة في مخيم جنين أثناء محاولتها تغطية غارة إسرائيلية. واتهمت الجزيرة القوات الإسرائيلية بإطلاق النار عليها عمداً مع أن تقريراً للجيش الإسرائيلي ذكر أن إطلاق النار كان عرضياً. نشرت شبكة سي أن أن أدلة تشير إلى أن أبو عاقلة " قُتل بالرصاص في هجوم مستهدف من قبل القوات الإسرائيلية".
وشهد العام 2023 زيادة في عدد وحجم الاقتحامات الإسرائيلية للمخيم. في شهر يناير/كانون الثاني داهمت القوات العسكرية الإسرائيلية مدينة جنين ومخيم اللاجئين مما أسفر عن مقتل عشرة فلسطينيين من بينهم ثلاثة مدنيين. وقد أصيبت سيارة إسعاف واحدة على الأقل بالذخيرة الحية. ووصفت الغارة الإسرائيلية بأنها "الأكثر دموية منذ عقدين من الزمن". وفي يوليو/تموز شنت إسرائيل توغلاً واسع النطاق شمل طائرات بدون طيار وطائرات أباتشي وقوات برية استهدفت المسلحين. وكان هذا الهجوم أكثر دموية حيث قُتل ما لا يقل عن اثني عشر فلسطينياً وجُرح ثمانين آخرون وأُلقي القبض على خمسين آخرين. وقد أدى هذا الهجوم إلى نزوح أكثر من 3500 شخص داخلياً وحرمان 23600 شخص من الوصول إلى المياه لعدة أسابيع مع تقديرات بـ 5.2 مليون دولار من المساعدات الإنسانية المطلوبة لإصلاح الأضرار. خلال حرب غزة التي بدأت في أكتوبر/تشرين الأول شنت القوات الإسرائيلية عدة توغلات برية داخل المخيم.
في 6 يناير 2024 قتل الجيش الإسرائيلي سبعة فلسطينيين في غارة جوية.
في أواخر أغسطس 2024 بدأ الجيش الإسرائيلي عملية في جنين مما أدى إلى نزوح كبير للسكان المدنيين فضلاً عن الخسائر في صفوف الفلسطينيين والإسرائيليين.
في ديسمبر/كانون الأول 2024 أطلقت السلطة الفلسطينية أكبر عملياتها منذ ثلاثة عقود وهي عملية " حماية الوطن " بهدف استعادة السيطرة على مخيم جنين للاجئين. وشهدت العملية اشتباكات بين قوات الأمن الفلسطينية والمسلحين الإسلاميين المحليين كجزء من الجهود الرامية إلى تفكيك التمرد والحد من عدم الاستقرار.

## النضال الفلسطيني

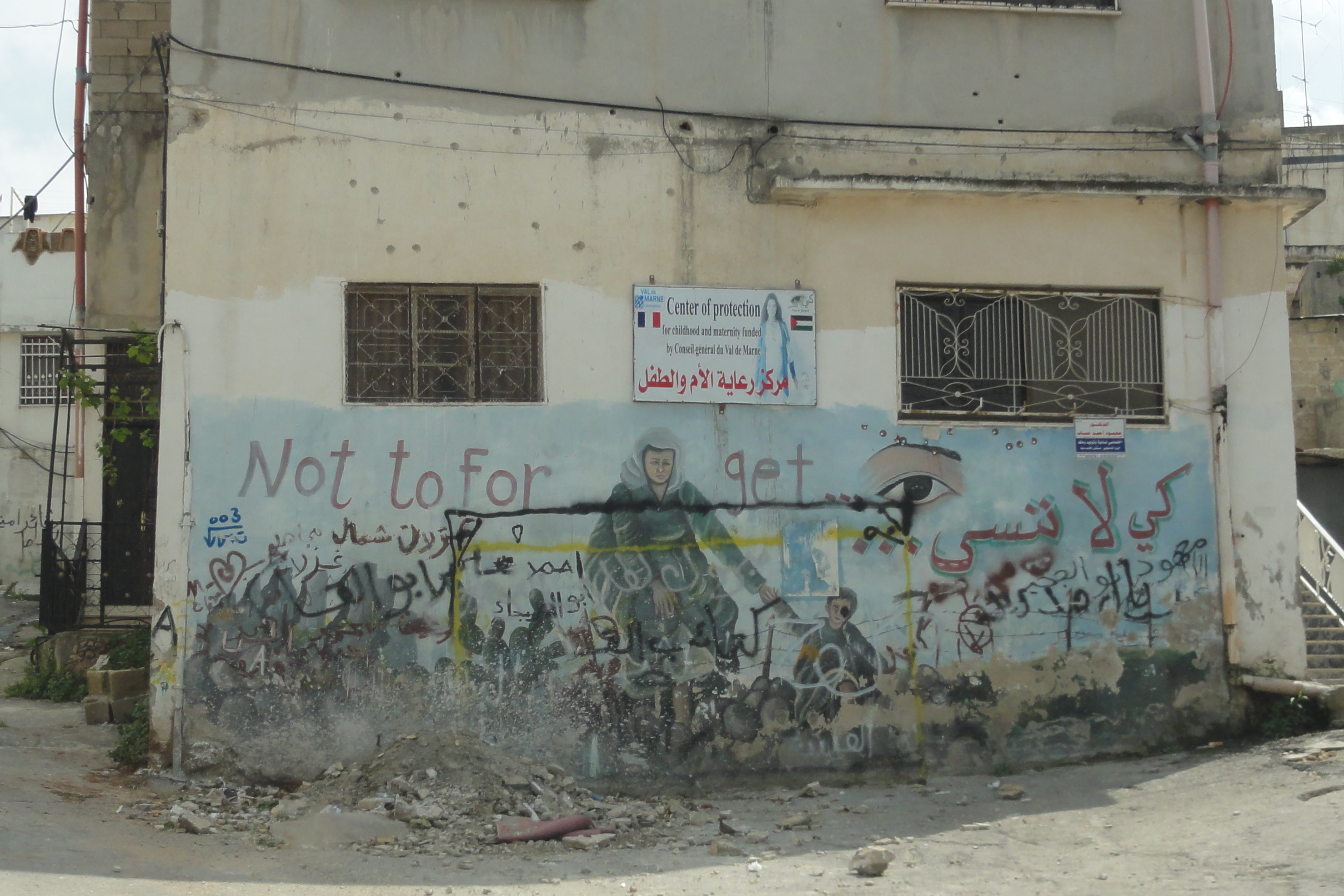
جرافيتي في مخيم جنين عام 2011 : "لن ننسى.."

لقد أصبح مخيم جنين مركزاً للنضال الفلسطيني. وتعتبر سرايا القدس التابعة لحركة الجهاد الإسلامي الفلسطينية وكتائب شهداء الأقصى التابعة لحركة فتح المجموعتين المسلحتين الأبرز في المخيم في حين بدأت كتائب عز الدين القسام التابعة لحركة حماس مؤخراً في الحفاظ على وجود أكثر قابلية للاستمرار. وتعمل هذه المجموعات المسلحة كشكل وحيد للمقاومة والحماية للسكان من الجيش الإسرائيلي الذي يأتي بشكل منتظم ويقوم بمداهمات ويقتل المدنيين ويأخذ العديد من السجناء.
ويحظى المسلحون بدعم كبير بين سكان المخيم الذين يدينون السلطة الفلسطينية باعتبارها "متعاونة مع الاحتلال ". ويشار إلى المخيم أحيانًا من قبل الفلسطينيين باسم "عاصمة الشهداء" ومن قبل الجيش الإسرائيلي باسم "عش الدبابير". في يناير/كانون الثاني 2023 قُتل خمسة وثلاثون فلسطينياً في الضفة الغربية في سياق الصراع الإسرائيلي الفلسطيني وكان عشرون منهم من مخيم جنين.
في المقابل كانت سيطرة السلطة الفلسطينية على المخيم ضعيفة نسبيًا بسبب موقعه البعيد عن رام الله، العاصمة الفعلية للسلطة الفلسطينية. في الواقع نادراً ما تدخل قوات السلطة الفلسطينية إلى المخيم. واتهمت إسرائيل السلطة الفلسطينية بـ"عدم كفاءتها"، الأمر الذي أدى إلى "تدهور الأوضاع الأمنية". ومع ذلك رفضت السلطة الفلسطينية هذه الادعاءات وانتقدت إسرائيل بسبب "تصرفها المتعمد لإضعافها" وقالت إن الأفعال الإسرائيلية هي المسؤولة عن العنف الفلسطيني.
كتيبة جنين والمعروفة أيضًا باسم ألوية جنين هي جماعة فلسطينية مسلحة ظهرت مؤخرًا في مخيم جنين. تأسست في البداية على يد حركة الجهاد الإسلامي في عام 2021 لتكون بمثابة فرع محلي لسرايا القدس  وتطورت إلى انتماء لمسلحين من عدة فصائل على غرار مجموعة عرين الأسود في نابلس. وبحسب موقع المونيتور فإن المجموعتين تحافظان على تنسيق عالي فيما بينهما. لدى المجموعة حساب تيليجرام يضم حوالي 66600 مشترك اعتبارًا من 15 أغسطس 2023. وبحسب الخبير في الشؤون الفلسطينية معين عودة فإن كتائب جنين تتكون من مراهقين ورجال في أوائل العشرينيات من العمر وليس لديها هيكل قيادي هرمي واضح مما يجعل من الصعب تعقب أعضائها. ويقول المراقبون إن كتائب جنين ومجموعات مماثلة أخرى تشكلت في ظل "فقدان كامل للثقة في القيادة السياسية الفلسطينية".

## المنظمة

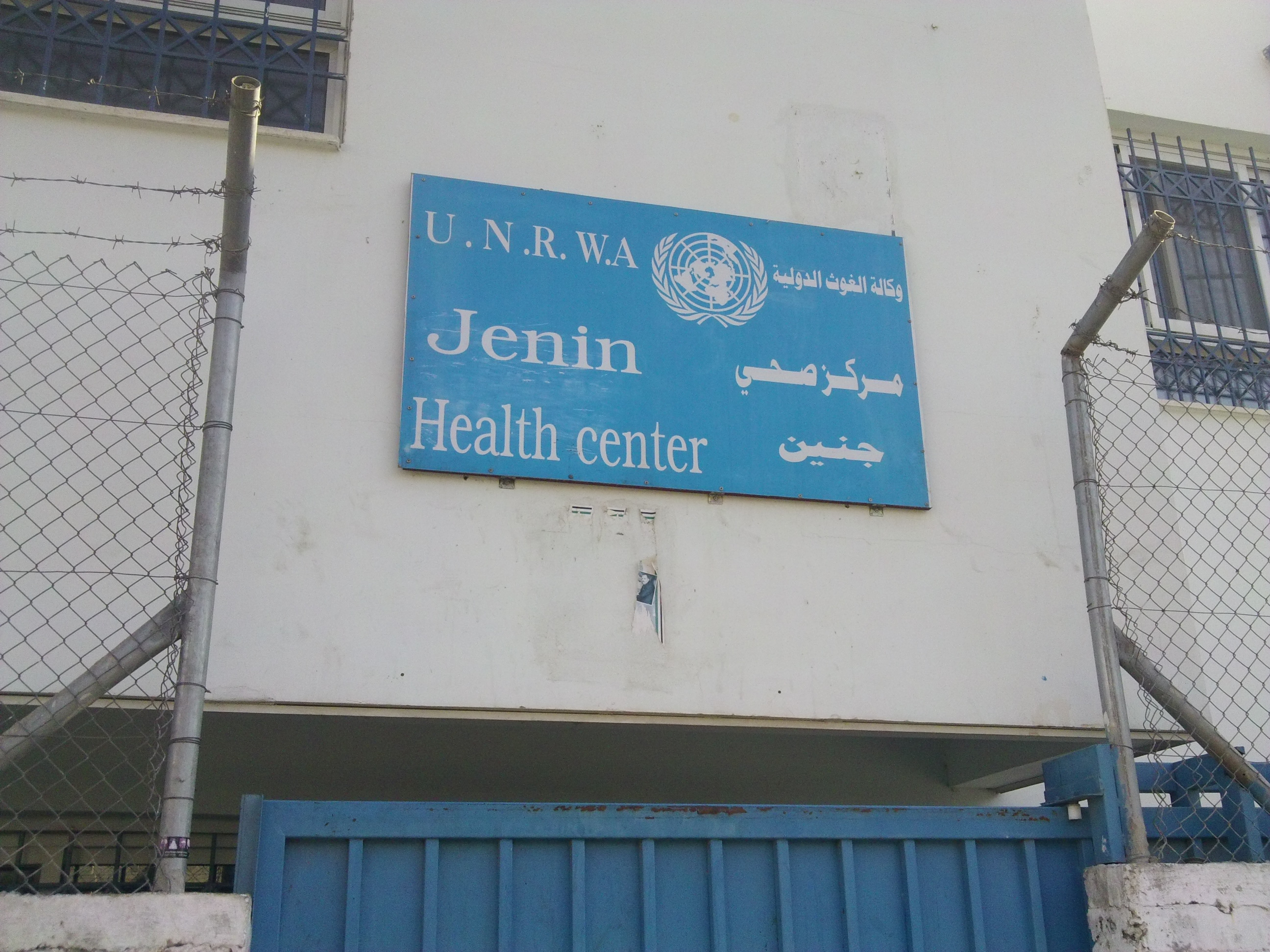
مركز صحي تابع للأونروا في مخيم جنين 2011

يضم مخيم جنين بشكل رئيسي أحفاد اللاجئين الفلسطينيين الذين نزحوا من منازلهم في مناطق حيفا وجبال الكرمل وهي مناطق قريبة نسبيًا من موقع المخيم مما يسمح لسكان المدينة بالحفاظ على علاقات وثيقة مع أقاربهم عبر الخط الأخضر. وتشير تقديرات الجهاز المركزي للإحصاء الفلسطيني إلى أن عدد سكان مخيم جنين سيصل إلى 11674 نسمة بحلول يونيو/حزيران 2023 في حين أفادت الجزيرة أن عدد سكان المخيم يزيد عن 22 ألف لاجئ. ومع ذلك تشير العديد من المصادر الأخرى إلى رقم يتراوح بين 13 ألفًا و15 ألف لاجئ وهو ما يعطي كثافة سكانية أقرب إلى تقديرات الأونروا البالغة 33 ألفًا/كم 2. تنبع هذه الاختلافات في أعداد السكان من حقيقة أن العديد من اللاجئين غادروا المخيم في أعقاب الانتفاضة الثانية ولكنهم ما زالوا لاجئين مسجلين وحقيقة أن عددًا من الأسر المسجلة تعيش خارج حدود المخيم الرسمية.
خلال السنوات الأولى لمخيم جنين عاش اللاجئون في ثكنات سابقة قاموا بإخلاؤها من قبل الجيش البريطاني ثم في محطة قطار مهجورة من العهد العثماني ثم في خيام وفرتها وكالة الأونروا. ولم يبدأ سكان المخيم في بناء منازل طينية لتحل محل خيامهم إلا بعد مرور بضع سنوات في حين لم تظهر المنازل الخرسانية إلا في سبعينيات القرن العشرين. يواجه سكان المخيم مشاكل بسبب شبكات الصرف الصحي السيئة ويعيش الكثير منهم في ملاجئ تفتقر إلى الإضاءة والتهوية المناسبة. علاوة على ذلك أصبح نقص المياه والكهرباء شائعًا بشكل متزايد في السنوات الأخيرة وخاصة في فصل الصيف.

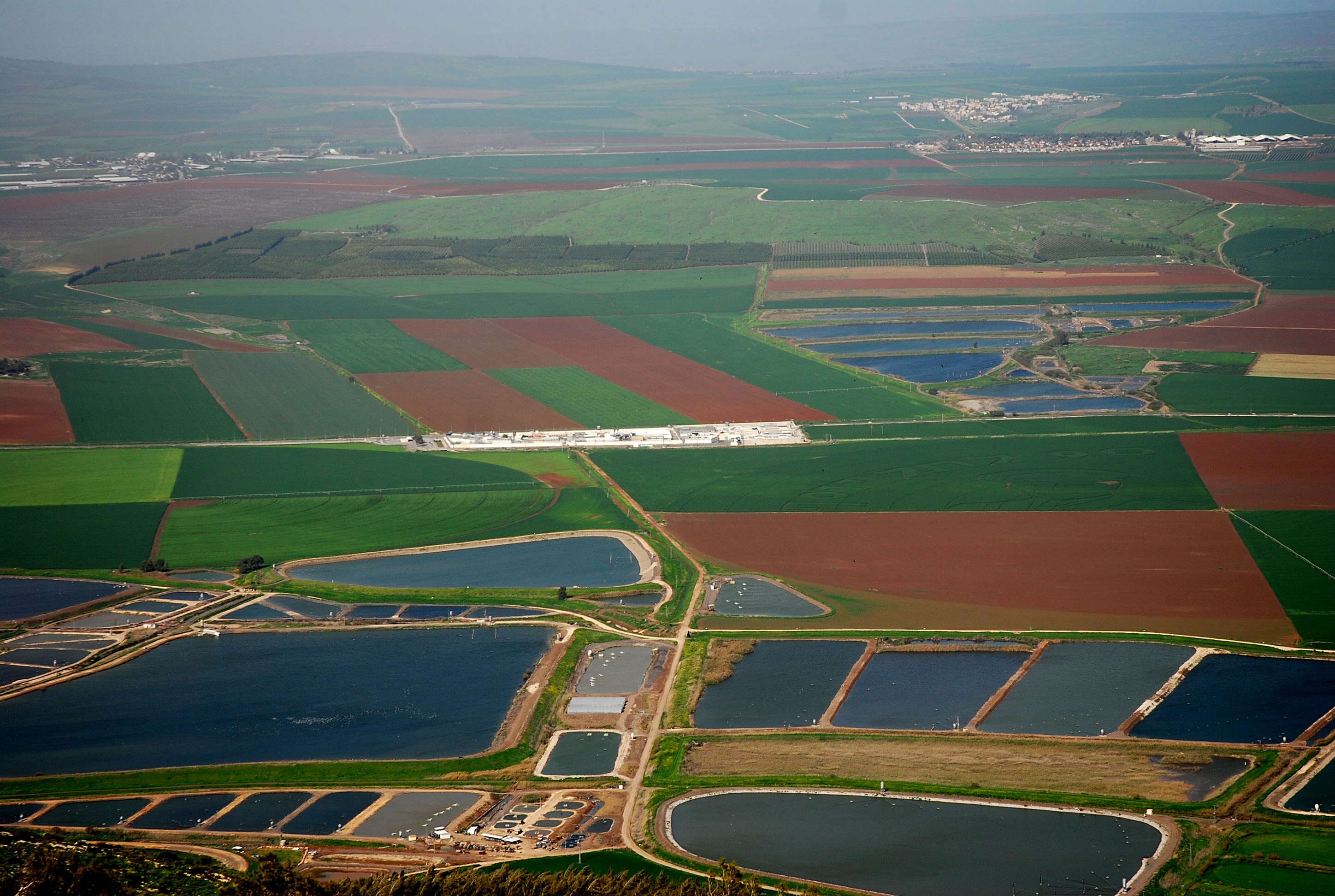
وادي يزرعيل شمال مخيم جنين

ويوجد في المخيم مركز صحي واحد تديره وكالة غوث وتشغيل اللاجئين الفلسطينيين (الأونروا) وخمس مدارس قاموا ببناؤها بدعم محلي من منظمة خيرية في نابلس. ومع ذلك أدت الظروف الاقتصادية الصعبة إلى زيادة الضغوط على الشباب لترك المدرسة من أجل العمل وعلى الفتيات لترك المدرسة من أجل الزواج. وجدت دراسة استقصائية أجرتها أي دبليو أس أن 14% من الإناث المتزوجات في الفئة العمرية ما بين 15 و65 عامًا تزوجن قبل سن الخامسة عشرة و28% قبل سن السادسة عشرة. ويبلغ معدل البطالة في مخيم جنين 22% مقارنة بمتوسط الضفة الغربية الذي يبلغ 16%. كان العديد من السكان يعتمدون في السابق على العمل في إسرائيل ولكن ذلك أصبح أكثر صعوبة منذ بناء جدار الضفة الغربية وتنفيذ نظام التصاريح الذي يفرض على الفلسطينيين الحصول على عدد من التصاريح المنفصلة التي تصدرها الإدارة الإسرائيلية في الضفة الغربية لمجموعة واسعة من الأنشطة.
بسبب قربها من وادي يزرعيل يتمتع المخيم بأحد أكبر السهول الخصبة في فلسطين ويطلق عليه أحيانًا اسم "سلة خبز الضفة الغربية". ومع ذلك أدت القيود الإسرائيلية إلى منع مبيعات المنتجات الزراعية داخل إسرائيل مما أدى إلى انخفاض قيمة المحاصيل.

## السكان
بلغ عدد السكان عام 1967 حوالي 7,019 نسمة، وفي عام 1995 ارتفع إلى حوالي 17,447 نسمة، وفي عام 2005 ارتفع إلى حوالي 25,447 نسمة. ينحدر أصل معظم سكان المخيم من منطقة الكرمل في حيفا وجبال الكرمل وقراها وقرى جنين المحتلة عام 1948. يشكل المنحدرون من زرعين، المنسي، حيفا، الغبية التحتا، الغبية الفوقا، النغنغية، إجزم، الكفرين، عين حوض، المزار، نورس، صبارين حوالي ثلثي سكان المخيم.؛ وبسبب قرب المخيم من القرى الأصلية لسكانه، فإن العديدين من سكانه لا يزالون يحافظون على روابط وثيقة بأقاربهم داخل فلسطين المحتلة عام 1948م.

## الخدمات والبنية التحتية
في المخيم خمس مدارس، منها ثلاث للذكور: إحداهما إعدادية، والأُخريان ابتدائية، واثنتان للبنات: إعدادية وابتدائية. كما يوجد مركز لرياض الأطفال، تم إنشاؤه من مساعدات محلية، بواسطة «جمعية الرعاية الاجتماعية الخيرية» في نابلس، وفيه مركز صحي تابع لوكالة غوث اللاجئين. كما أن هناك «مركز الشباب الاجتماعي»، وهو النادي الوحيد في المخيم. وفيه عدة مساجد، يحتوي على مكتبة للنساء. ويعاني «مخيم الصمود» أزمة المياه، ويعاني الشباب من البطالة المنتشرة بكثافة.

## أحوال المخيم
أصبح المخيم خاضعا لسيطرة السلطة الفلسطينية في منتصف التسعينيات، إلا أنه كان عرضة لحوادث عنف كثيفة خلال الانتفاضة الثانية. وقد دخل الجيش الاحتلال الإسرائيلي المدينة والمخيم في نيسان من العام 2002 وأعلن عنهما منطقة عسكرية مغلقة ومنع الجميع من الوصول وفرض حظرا مستمرا على التجول.
واستمر الإجرام  داخل المخيم مدة 10 أيام قام خلالها الجيش الاحتلال الإسرائيلي بمنع دخول سيارات الإسعاف والعاملين في القطاع الطبي والإنساني من دخول المخيم. وأدت المصادمات إلى استشهاد ما لا يقل عن 52 فلسطينيا نصفهم تقريبا من المدنيين بالإضافة إلى مقتل 23 جنديا إسرائيليا على يد المقاومة الباسلة، فيما جرح العديدون.

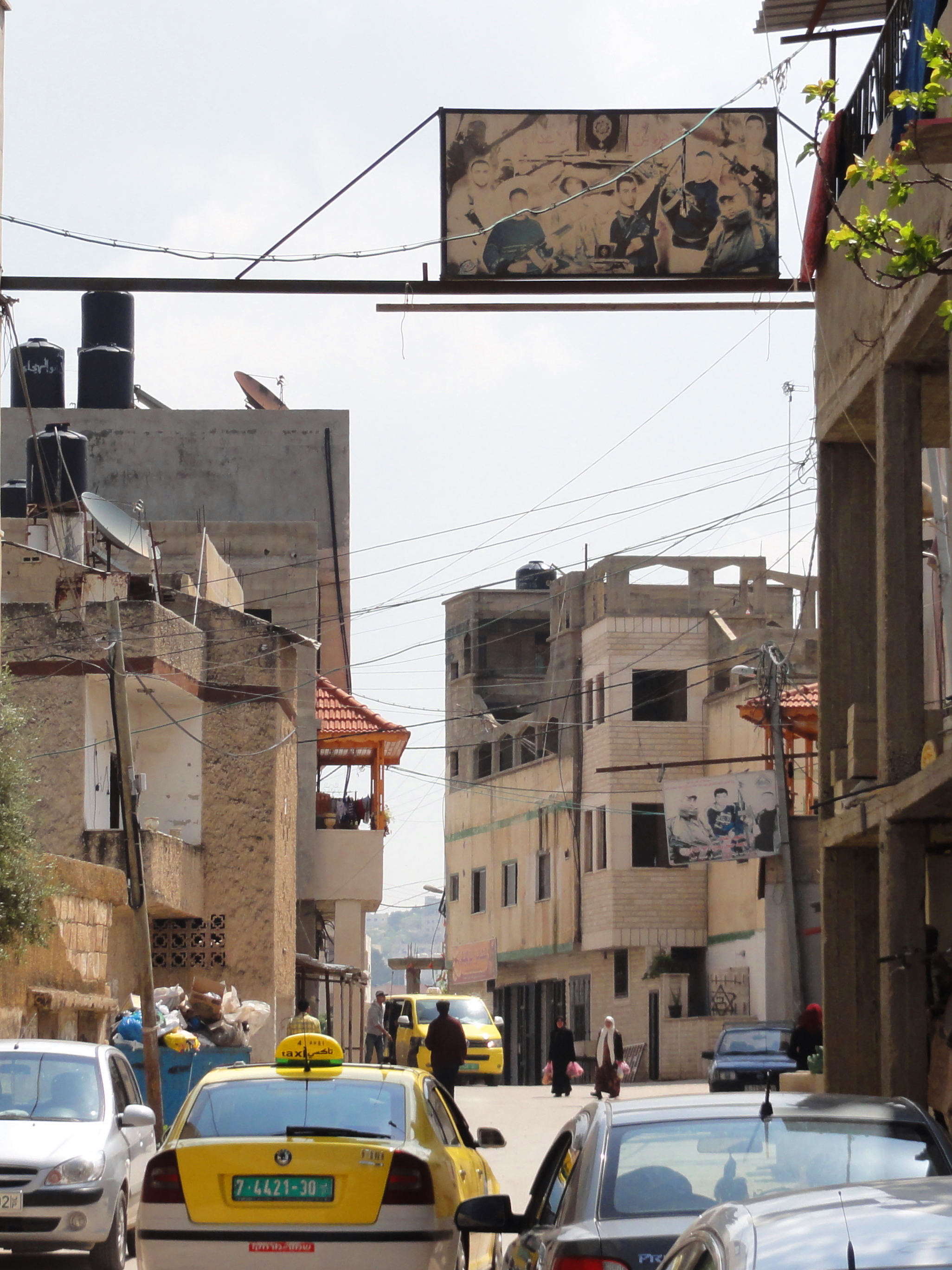
صورة لمخيم جنين

وقد تم تدمير ما يقارب من 150 بناية فيما أصبح العديد من المباني الأخرى غير صالحة، الأمر الذي خلف وراءه حوالي 435 عائلة بلا مأوى. وبالرغم من أن الخطط قد وضعت من أجل إعادة بناء المخيم وتبرعت دولة الإمارات العربية المتحدة بالأرض لتوسعة المخيم، إلا أن هناك العديد من العقبات التي حالت دون إعادة الإعمار، بما في ذلك الاجتياحات الإسرائيلية المتكررة والعديد من حالات حظر التجول المتكررة والإغلاقات الإسرائيلية. وقد تعرض مدير المشروع إيان هوك لإطلاق النار عليه من قبل قناص إسرائيلي خلال وجوده في مجمع الأونروا في المخيم في تشرين الثاني 2002 مما أدى إلى وفاته.

## أعلام بارزون
- محمود طوالبة
- زكريا الزبيدي
- جميل العموري

## وصلات خارجية
- صفحة مخيم جنين في موقع «فلسطين في الذاكرة».
- موقع اللجنة الشعبية لخدمات مخيم جنين.